# Ormesson (Épinay-sur-Seine)
Pour les articles homonymes, voir Ormesson.
Ormesson est un lieu-dit de la commune d'Épinay-sur-Seine et des villes voisines d'Enghien-les-Bains et de Deuil-la-Barre, qui était une seigneurie qui a donné son nom à la famille Lefèvre d'Ormesson. Ensuite, le nom d'Ormesson est passé de la famille Lefèvre d'Ormesson à leur seigneurie d'Amboile, l'actuelle Ormesson-sur-Marne. 
Le lieu-dit d'Ormesson a conservé son nom et a été urbanisé. 

## Double transfert de nom

### Un toponyme devient un patronyme ...
Ormesson est la seigneurie d'origine de la famille Lefèvre d'Ormesson, acquise en 1554, par Olivier Lefèvre, fraîchement anobli par l'achat de l'office de secrétaire du roi, qui prend le nom d'Ormesson et termine sa carrière comme président de la Chambre des comptes,. Au fil des années, le premier achat de 1554 de la « terre et maison d'Ormesson » est complété par des achats de terres environnantes et de la seigneurie proche d'Eaubonne. La maison est embellie.

### ... qui devient un autre toponyme
En 1604, le fils d'Olivier Lefèvre d'Ormesson, André Lefèvre d'Ormesson épouse Anne Le Prévost, qui lui apporte en dot la terre d'Amboile. Après la mort d'André Lefèvre d'Ormesson  en 1665, le château originel d'Ormesson est peu à peu abandonné par la famille, qui construit un château à Amboile et s'y installe,. 
En 1706-1707, Henri François de Paule Lefèvre d'Ormesson agrandit son domaine foncier d'Amboile en achetant la moitié de la baronnie de La Queue-en-Brie et la seigneurie de Noiseau, voisines d'Amboile. En 1758, ces seigneuries réunies constituent, avec Chennevières-sur-Marne, le noyau du marquisat érigé pour son fils, Marie François Lefèvre d'Ormesson (1710-1775), intendant des finances, sous le nom de marquisat d'Ormesson. Après l'érection du marquisat, le château d'Amboile prend le nom de château d'Ormesson. Finalement, cet Ormesson prend en 1927 le nom d'Ormesson-sur-Marne,.

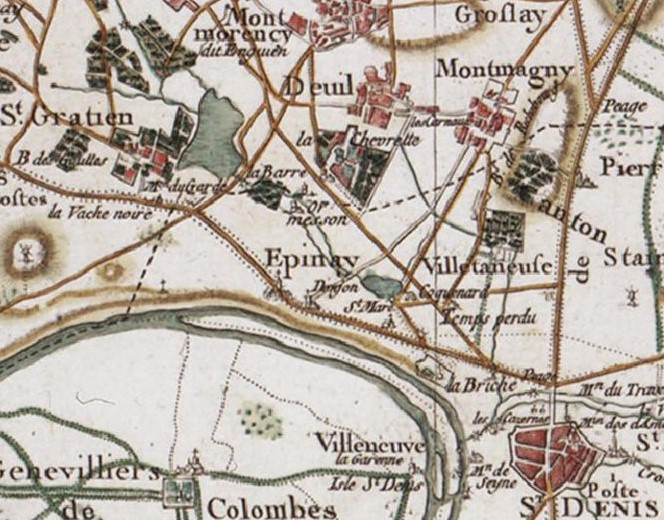
Extrait de la carte de Cassini (1754) centré sur Ormesson

## Perpétuation du nom
Au XVIIIe siècle, des Parisiens ont des maisons de campagne à Ormesson, avec des jardins clos et des vergers. 
Ce lieu-dit d'Ormesson est indiqué sur la carte de Delagrive, sur la carte de Cassini (1754, carte à gauche), entre Épinay, Saint-Gratien et Deuil et sur la carte dite des Chasses impériales, dressée de 1764 à 1773 (voir infobox).
Actuellement, ce quartier est situé à la limite des communes d'Épinay-sur-Seine, d'Enghien-les-Bains et de Deuil-La-Barre, donc à la limite des départements de la Seine-Saint-Denis et du Val-d'Oise. Il est traversé par la rue d'Ormesson, qui constitue son artère principale. Il est référencé dans l'Atlas du patrimoine de la Seine-Saint-Denis. Une des gares de Deuil-la-Barre, la gare de La Barre - Ormesson, porte son nom.